# 보닌날여우박쥐
보닌날여우박쥐 또는 보닌과일박쥐(Pteropus pselaphon)는 큰박쥐과에 속하는 박쥐의 일종이다. 일본에서 오가사와라왕박쥐(オガサワラオオコウモリ)로 불린다. 일본 오가사와라 제도의 지치지마섬과 하하지마섬, 가잔 열도의 기타이오섬, 미나미이오섬의 토착종이다. 자연 서식지는 아열대 숲이다. 서식지 감소로 멸종 위협을 받고 있다. 몸길이 20~25cm, 전완길이 13~15cm, 체중 380~440g. 하경의 뒷면이 체모로 덮여있다. 전신은 암갈색으로, 등이나 허리·흉부·복부에 광택이 있는 회백색의 체모가 섞인다. 미나미이오섬의 개체군은 적갈색을 띤 밝은색으로 하는 보고예가 있지만, 어린개체는 어두운색 이기 때문에 낮에도 활동하기 때문에 햇빛·혹은 영양 부족에 의한 후천적인 영향이라고 생각되고 있다.